# Valentin Guillod

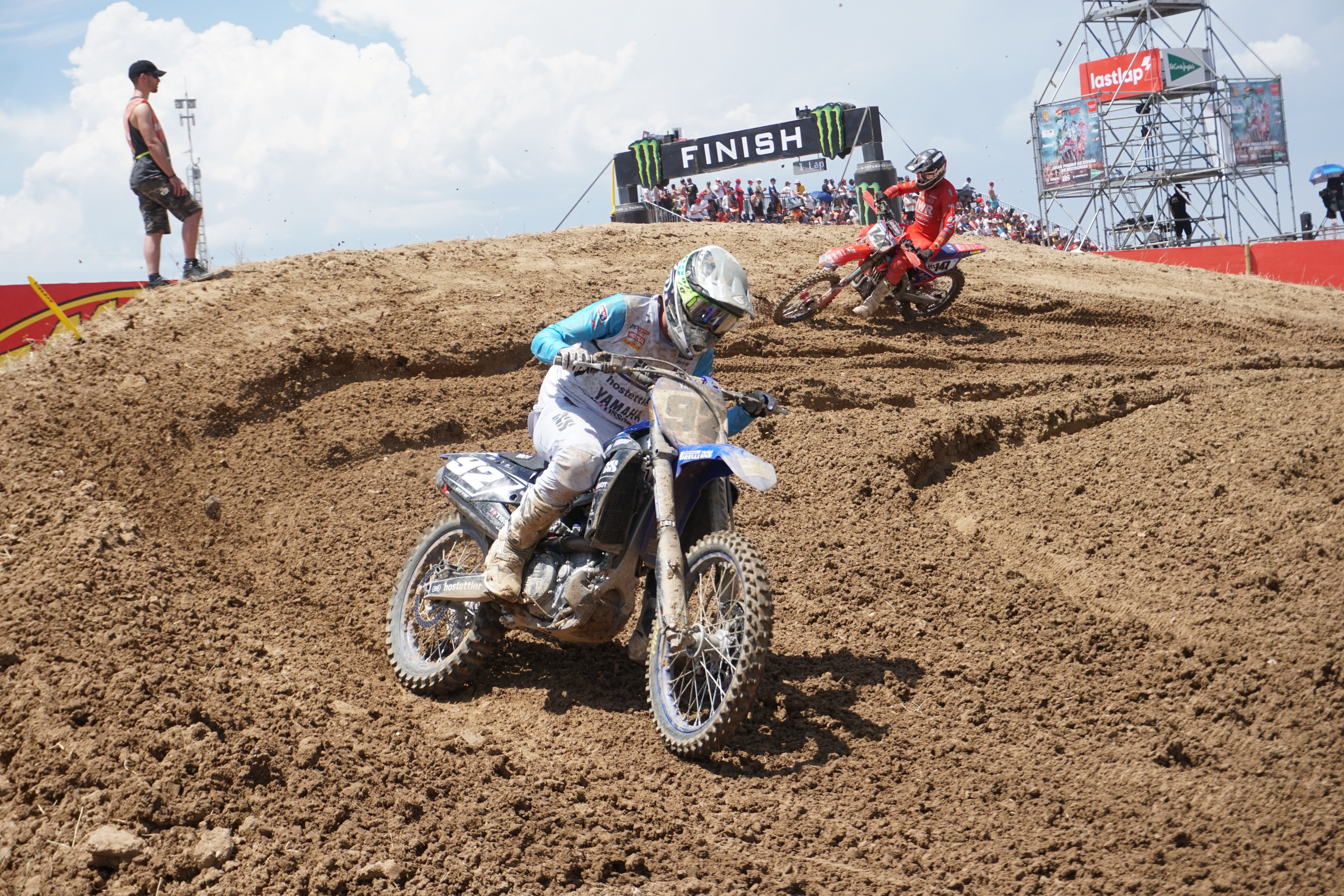
Valentin Guillod in 2022

Valentin Guillod (Môtiers, Mont Vully 18 december 1992) is een Zwitsers motorcrosser.

## Carrière
Guillod maakte zijn debuut in het Wereldkampioenschap motorcross MX2 in 2011, met KTM. Hij nam slechts deel aan de eerste vier wedstrijden, aangezien hij daarna geblesseerd raakte. Hij had al enkele punten verzameld en werd zo 33ste in de eindstand. In 2012 kon Guillod het ganse seizoen deelnemen en wist regelmatig in de punten te eindigen. Zo sloot hij het seizoen af op de 21ste plaats.
Voor het seizoen 2013 kon Guillod geen plaats bemachtigen in het WK, dus deed hij een stapje terug naar het Europees Kampioenschap MX2. Hier wist hij de titel te behalen voor zijn landgenoot Jeremy Seewer. Door zijn goede prestaties in het EK, kon Guillod vanaf 2014 terug uitkomen in het WK. Guillod had veel bijgeleerd in zijn seizoen EK, en brak definitief door. In 2014 stond hij tweemaal op het podium en wist de zevende plaats te behalen in het eindklassement. Vanaf 2015 komt Guillod uit op Yamaha, en won drie Grands Prix en stond driemaal op het podium. Hij werd vierde in de eindstand.
Vanaf 2016 zal Guillod uitkomen in de MXGP-klasse, voor Yamaha.
Guillod maakte ook al deel uit van het Zwitserse team voor de Motorcross der Naties. 

## Palmares
| 1 | 10-05-2015 | Spanje           | Talavera de la Reina |
| 2 | 24-05-2015 | Groot-Brittannië | Matterley Basin      |
| 3 | 26-07-2015 | Tsjechië         | Loket                |